# Ry X
Ry X, pseudonimo di Ry Cuming (Angourie, 1988), è un cantautore e chitarrista australiano.

## Biografia
Cresciuto sull'isola di Woodford Island, nel Nuovo Galles del Sud e poi in Germania, Costa Rica e Indonesia, Ry X ha iniziato a scrivere musica all'età di sedici anni.

## Discografia
Album in studio da solista
- 2010 – Ry Cuming
- 2016 – Dawn
- 2019 – Unfurl
- 2022 – Blood Moon

Album in studio come Howling, con Frank Wiedemann
- 2015 – Sacred Ground
- 2020 – Colure

Album live
- 2021 – Live from the Royal Albert Hall

EP
- 2013 – Berlin

Singoli
- 2013 – Berlin
- 2014 – Love Like This
- 2014 – Sweat
- 2015 – Howling
- 2016 – Only
- 2016 – Deliverance
- 2016 – Haste
- 2016 – Thunder
- 2017 – Bad Love
- 2018 – Untold
- 2018 – Bound
- 2018 – YaYaYa
- 2019 – The Water
- 2019 – Foreign Tides
- 2020 – Oceans con Ólafur Arnalds
- 2022 – Let You Go
- 2022 – Your Love
- 2022 – Spiral
- 2022 – Lençóis (Love Me)